# Lagunas de Tajzara
Lagunas de Tajzara är sjöar i Bolivia.   De ligger i departementet Tarija, i den södra delen av landet, 300 km söder om huvudstaden Sucre. Lagunas de Tajzara ligger 3 659 meter över havet. Arean är 3,9 kvadratkilometer. Den sträcker sig 2,6 kilometer i nord-sydlig riktning, och 2,2 kilometer i öst-västlig riktning.
Omgivningarna runt Lagunas de Tajzara är i huvudsak ett öppet busklandskap. Runt Lagunas de Tajzara är det mycket glesbefolkat, med 6 invånare per kvadratkilometer.